# Paraboea velutina
Paraboea velutina är en tvåhjärtbladig växtart som först beskrevs av Wen Tsai Wang och C.Z. Gao, och fick sitt nu gällande namn av Brian Laurence Burtt. Paraboea velutina ingår i släktet Paraboea och familjen Gesneriaceae. Inga underarter finns listade i Catalogue of Life.